# دوري أبطال الهوكي
دوري أبطال الهوكي هي بطولة هوكي جليد أوروبية، أنطلقت في موسم 2014-2015 عن طريق 26 نادي من 6 دوريات. يشارك في البطولة أفضل أندية هوكي الجليد في أوروبا، فازت الفرق السويدية ب 5 ألقاب وفازت الفرق الفنلندية بلقب وحيد حتى عام 2021.